# Göttinger Digitalisierungszentrum

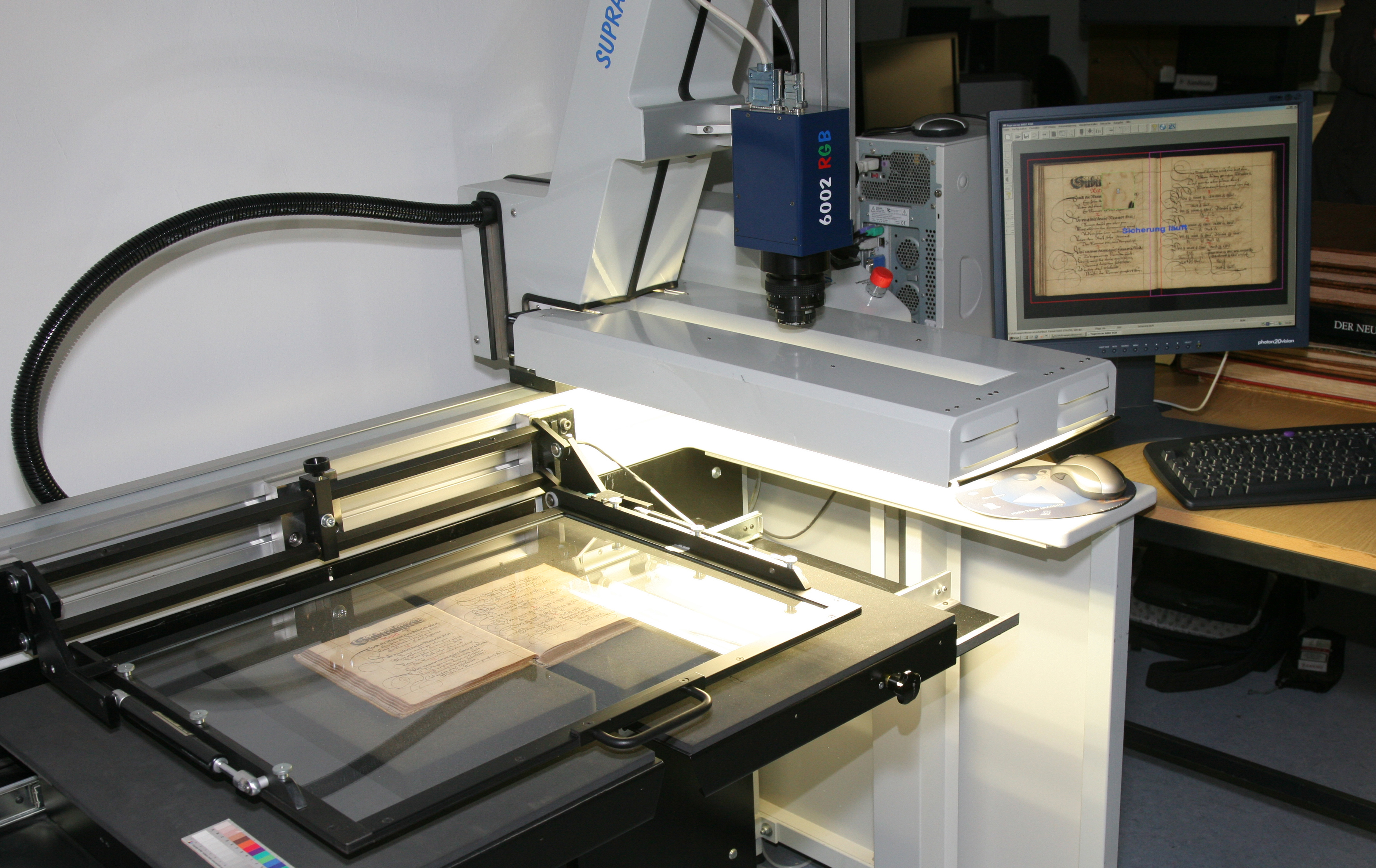
Un des premiers scanneurs du GDZ en 2006.

Le Göttinger Digitalisierungszentrum (abrégé en « GDZ », et que l'on pourrait traduit  par « centre de numérisation de Göttingen ») une institution de la bibliothèque d'État et universitaire de Basse-Saxe à Göttingen (abrégé en « SUB Göttingen ») dont l'objectif est la numérisation et  l'archivage électronique de livres et imprimés d'importance historique. 

## Objectifs
Le Göttinger Digitalisierungszentrum a été fondé en 1997. Il a été développé, avec les moyens financiers de la fondation allemande pour la recherche, et sous la responsabilité de  Elmar Mittler (de) et sous la direction de Norbert Lossau (de) en un centre de compétence et de services pour les bibliothèques et institutions scientifiques dans le domaine de la numérisation.
Parmi les réalisations les plus importantes du GUD figurent la numérisation et l'indexation de l'exemplaire de la Bible de Gutenberg de Göttingen, la contribution à l'offre de périodiques scientifiques numérisés et, sous le vocable de « DigiWunschbuch », la numérisation, sur commande et payante, de livres et ouvrages provenant de la bibliothèque de Göttingen ou  de personnes physique ou morales.
Les collections numériques du GDZ comprennent des autobiographies, des récits de voyages et des cartes géographiques, des traités mathématiques, des ouvrages sur l'histoire des sciences, la zoologie et autres, et une collection d'ouvrages uniques des XVIIe et XVIIIe siècles. En 2013, le catalogue comprenait 17 000 titres, et le site annonce plus de 15 millions de pages numérisées.
Elles sont classées par le GDZ en des catégories de taille inégales comme suit :
- Americana (751)
- Antiquitates & Archaeologia - ARCHAEO18 (605)
- Blumenbachiana (124)
- Bucherhaltung (2877)
- DigiWunschbuch (2428)
- FID Mathematik (47)
- Itineraria (1442)
- Mathematica (6785)
- Rechtsgeschichte (78)
- Rezensionen (461)
- RusDML (614)
- Sibirica (850)
- VD17 Mainstream (5133)
- VD17 Nova (11404)
- VD18 digital (31544)
- Wissenschaftsgeschichte (687)
- Zoologica (2566)